# Mélanie Turgeon
Mélanie Turgeon (ur. 21 października 1976 w Almie) – kanadyjska narciarka alpejska, mistrzyni świata i wielokrotna medalistka mistrzostw świata juniorek.

## Kariera
Po raz pierwszy na arenie międzynarodowej pojawiła się w 1993 roku, startując na mistrzostwach świata w Morioce, gdzie zajęła 35. miejsce w supergigancie. W tym samym roku wystąpiła także podczas mistrzostw świata juniorów w Montecampione, zdobywając brązowy medal w kombinacji. Na rozgrywanych rok później mistrzostwach świata juniorów w Lake Placid, zdobywając medale w każdej konkurencji. Zwyciężyła w kombinacji i gigancie, w supergigancie była druga, a w zjeździe i slalomie zajmowała trzecie miejsce.
W zawodach Pucharu Świata zadebiutowała 13 marca 1993 roku w Kvitfjell, zajmując dziewiąte miejsce w zjeździe. Tym samym już w swoim debiucie wywalczyła pierwsze pucharowe punkty. Na podium zawodów PŚ po raz pierwszy stanęła 10 marca 1999 roku w Sierra Nevada, zajmując trzecie miejsce w tej samej konkurencji. W zawodach tych wyprzedziły ją jedynie Austriaczka Alexandra Meissnitzer i Ingeborg Helen Marken z Norwegii. Łącznie osiem razy stawała na podium, odnosząc jedno zwycięstwo: 26 lutego 2000 roku w Innsbrucku w supergigancie. Najlepsze wyniki osiągnęła w sezonie 2000/2001, kiedy to w klasyfikacji generalnej zajęła dwunaste miejsce, a w klasyfikacji supergiganta była czwarta. Ponadto była też druga w klasyfikacji zjazdu w sezonie 1999/2000.
Na mistrzostwach świata w Sankt Moritz w 2003 roku wywalczyła złoty medal w zjeździe. W zawodach tych wyprzedziła Alexandrę Meissnitzer i Corinne Rey-Bellet ze Szwajcarii, które zajęły ex aequo drugie miejsce. Na tych samych mistrzostwach była też szósta w zjeździe. W 1992 roku wystąpiła na igrzyskach olimpijskich w Nagano, zajmując 20. miejsce w supergigancie i 23. miejsce w zjeździe. Brała też udział w igrzyskach w Salt Lake City w 2002 roku, gdzie zjeździe była ósma, a supergiganta ukończyła na 20. pozycji.
W 2005 roku zakończyła karierę.

## Osiągnięcia

### Igrzyska olimpijskie
| Miejsce | Dzień     | Rok  | Miejscowość    | Konkurencja | Czas biegu | Strata | Zwyciężczyni         |
| ------- | --------- | ---- | -------------- | ----------- | ---------- | ------ | -------------------- |
| 20.     | 11 lutego | 1998 | Nagano         | Supergigant | 1:18,02    | +1,18  | Picabo Street        |
| 23.     | 16 lutego | 1998 | Nagano         | Zjazd       | 1:29,89    | +2,56  | Katja Seizinger      |
| 8.      | 15 lutego | 2006 | Turyn          | Zjazd       | 1:56,49    | +1,15  | Michaela Dorfmeister |
| 20.     | 17 lutego | 2002 | Salt Lake City | Supergigant | 1:13,59    | +2,17  | Daniela Ceccarelli   |

### Mistrzostwa świata
| Miejsce | Dzień       | Rok  | Miejscowość       | Konkurencja | Czas biegu | Strata | Zwyciężczyni          |
| ------- | ----------- | ---- | ----------------- | ----------- | ---------- | ------ | --------------------- |
| DSQ     | 5 lutego    | 1993 | Morioka           | Kombinacja  | 3,39 pkt   | -      | Miriam Vogt           |
| DNF1    | 9 lutego    | 1993 | Morioka           | Slalom      | 1:27,66    | -      | Karin Buder           |
| DNF1    | 10 lutego   | 1993 | Morioka           | Gigant      | 2:17,59    | -      | Carole Merle          |
| 35.     | 14 lutego   | 1993 | Morioka           | Supergigant | 1:33,52    | +3,43  | Katja Seizinger       |
| DNF     | 12 lutego   | 1996 | Sierra Nevada     | Supergigant | 1:21,00    | -      | Isolde Kostner        |
| DNS     | 18 lutego   | 1996 | Sierra Nevada     | Zjazd       | 1:54,06    | -      | Picabo Street         |
| 31.     | 11 lutego   | 1997 | Sestriere         | Supergigant | 1:23,50    | +3,97  | Isolde Kostner        |
| 24.     | 15 lutego   | 1997 | Sestriere         | Zjazd       | 1:41,18    | +3,56  | Hilary Lindh          |
| 19.     | 3 lutego    | 1999 | Vail/Beaver Creek | Supergigant | 1:20,53    | +1,75  | Alexandra Meissnitzer |
| 7.      | 7 lutego    | 1999 | Vail/Beaver Creek | Zjazd       | 1:48,20    | +0,84  | Renate Götschl        |
| 10.     | 29 stycznia | 2001 | St. Anton         | Supergigant | 1:23,44    | +0,46  | Régine Cavagnoud      |
| 14.     | 6 lutego    | 2001 | St. Anton         | Zjazd       | 1:36,20    | +1,99  | Michaela Dorfmeister  |
| 6.      | 3 lutego    | 2003 | Sankt Moritz      | Supergigant | 1:27,48    | +0,64  | Michaela Dorfmeister  |
| 1.      | 9 lutego    | 2003 | Sankt Moritz      | Zjazd       | 1:34,30    | -      | -                     |

### Mistrzostwa świata juniorów
| Miejsce | Dzień    | Rok  | Miejscowość   | Konkurencja | Czas biegu | Strata | Zwyciężczyni    |
| ------- | -------- | ---- | ------------- | ----------- | ---------- | ------ | --------------- |
| 6.      | 4 marca  | 1993 | Montecampione | Slalom      | 1:16,22    | +1,58  | Morena Gallizio |
| 5.      | 5 marca  | 1993 | Montecampione | Supergigant | 1:39,23    | +1,31  | Isolde Kostner  |
| 14.     | 7 marca  | 1993 | Montecampione | Gigant      | 2:06,03    | +3,02  | Karin Roten     |
| 3.      | 7 marca  | 1993 | Montecampione | Kombinacja  | ?          | ?      | Morena Gallizio |
| 3.      | 9 marca  | 1994 | Lake Placid   | Zjazd       | 1:27,50    | +0,25  | Mélanie Suchet  |
| 2.      | 11 marca | 1994 | Lake Placid   | Supergigant | 1:23,29    | +0,83  | Hilde Gerg      |
| 1.      | 13 marca | 1994 | Lake Placid   | Gigant      | 2:19,29    | -      | -               |
| 3.      | 15 marca | 1994 | Lake Placid   | Slalom      | 1:16,22    | +1,22  | Laure Pequegnot |
| 1.      | 15 marca | 1994 | Lake Placid   | Kombinacja  | ?          | -      | -               |

### Puchar Świata

#### Miejsca w klasyfikacji generalnej
- sezon 1992/1993: 92.
- sezon 1993/1994: 82.
- sezon 1994/1995: 74.
- sezon 1996/1997: 55.
- sezon 1997/1998: 54.
- sezon 1998/1999: 38.
- sezon 1999/2000: 14.
- sezon 2000/2001: 12.
- sezon 2001/2002: 39.
- sezon 2002/2003: 24.
- sezon 2004/2005: 90.

#### Miejsca na podium w zawodach
1. Sierra Nevada – 10 marca 1999 (zjazd) – 3. miejsce
2. Innsbruck – 26 lutego 2000 (supergigant) – 1. miejsce
3. Innsbruck – 27 lutego 2000 (supergigant) – 2. miejsce
4. Haus – 13 stycznia 2001 (supergigant) – 2. miejsce
5. Haus – 13 stycznia 2001 (zjazd) – 3. miejsce
6. Cortina d’Ampezzo – 20 stycznia 2001 (supergigant) – 2. miejsce
7. Åre – 9 marca 2001 (supergigant) – 2. miejsce
8. Cortina d’Ampezzo – 17 stycznia 2003 (supergigant) – 3. miejsce